# 神道天行居
神道天行居（しんどうてんこうきょ）は、友清歓真（ともきよ よしさね）によって創始された古神道系の新宗教団体。秘密結社に分類される事もある。本部は、山口県熊毛郡田布施町の石城山の麓。現在でもユダヤ陰謀論を信じ、「霊的国防」を唱えている。
他宗教でいう信者を同志、教師を道士と呼ぶ。

## 先達、教義・教理（神道霊学）、神典・経典

### 先達
神道天行居の先達は主に友清歓真（ともきよ よしさね）に「太古神法」を伝えた堀天龍斎である。他に本田霊学を開いた本田親徳や幽冥界（死者の世界）に往来したという宮地水位、堀天龍斎に「太古神法」を伝えた沖楠五郎、河野至道の師で吉野山から登仙した山中照道寿真がいる。

### 教義・教理（神道霊学）
教義・教理の詳細は神道霊学 (神道天行居)を参照。ここでは概略を示す。
堀天龍斎道人は神道天行居の教義の中核となる古神道「太古神法」などを神道霊学と称し、その著書で普く紹介している。しかしその著書で述べられているもののうち霊魂観や産土信仰については主に本田親徳の論の引用であった。また、幽冥観や霊術・禁厭に関する秘辞や伝法書類は大半が宮地水位の伝によるものであった。その他、祈祷師で霊能者の本田亀次が伝授した霊学や、断易の九鬼盛隆の論考などからも多くを引用し、新たに独自の教義大系を作り上げた。

### 経典
神道天行居で経典として扱われるものは、『古事記』、『日本書紀』、『古語拾遺』などの神典（神道において、神代のことを記した書物のこと）や、宮地水位が著した『異境備忘録』、そして1946年（昭和21年）に神道天行居の本部で定めた『山規七規』、友清歓真（ともきよ よしさね）が1927年（昭和2年）に日常の生活心得27ヵ条を記した『信條』である。

その他の友清歓真の著書は、神道天行居の機関誌『古道』に随筆風に著作した記事を集めたものが多く、全体に統一性があるのは『霊学筌蹄』（れいがくせんてい）、『天行林』、『古神道祕説』などの初期のものしかないため経典として扱いにくい。その中で、1929年（昭和4年）の石城山道場開設時の友清歓真による神道天行居の根本教義に関する講演が収められた『神道古義』が重視されている。また、友清歓真が晩年に自らの信念を密かに記した『信白文艸藁』が公開されたことにともない、近年では同書も重視されている。

## 歴史
前身は友清歓真が1920年（大正9年）に創設した霊学の実践団体（格神会）である。1927年（昭和2年）には石城山上の石城神社での神示（山上の天啓・十の神訓）があった。
1931年（昭和6年）、井口寅次に宗主職を譲り、友清は顧問となったが、1934年（昭和9年）、内紛のため井口の宗主の地位を剥奪された。
戦前には、道士の松浦彦操が離脱し、太古神法を松浦家の家伝とした。
終戦直後には宮地水位の道術を継承した正井頎益（教団の傘下の教会長）・清水宗徳（本部職員）が離脱し、それぞれ宮地水位の道術を継承して古神道仙法教・神仙道本部（土佐五台山）を興した。
戦前からの信者であった渡辺一郎（實川泰仙）も、戦後は紫龍仙道人と改称して天行居道士・岡津健道の協賛で淡紅玄光会を興した。後に静岡の道士の勅使河原大鳳も独立して(富士洗心修道会)を興した。
友清歓真は『天行居憲範』で宗主の世襲を禁じていたが、友清死後、第5代宗主・友清操（友清歓真の未亡人）の時代に「憲範」が改変され、友清歓真の三女の友清鈴世が第6代宗主に就任した。これによって今後は友清家が宗主を世襲していくとみられている。

## 終戦時の軍旗秘匿
現在、靖国神社の遊就館には旧陸軍歩兵第321連隊の連隊旗が展示されている。この完全な形で現存する唯一の軍旗は、占領軍の撤退まで天行居の石城山上の神殿である日本神社に秘匿されていたものである。終戦時に軍旗奉焼命令があったが、当時の連隊長・後藤四郎中佐は天行居の信者であり、友清の許可を得て旗竿だけを軍旗箱に納めて将兵の前で奉焼した。それ以外の旗と旗竿の先端に付いている菊の紋章は別の小箱に納め、旗手に命じて密かに天行居の本部に届けさせて秘匿した。
その後、旗竿を複製し、後藤ほか旧歩兵第321連隊有志の手で靖国神社に奉納された。

## 霊的国防
友清は、ユダヤ人の陰謀による日本への攻撃、すなわち武力戦・生産戦・思想戦に対して霊的方面から援護するという「霊的国防」を提唱した。これを実現するために、天行居では、友清の指示により、1927年（昭和2年） - 1952年（昭和27年）の間、白馬岳山上、中朝国境の白頭山頂の天池、武甲山上、洞爺湖、台湾の日月潭、琵琶湖、富士山麓、十和田湖、明石海峡に神璽を鎮め、国内の神璽については、現在でも毎年、現地で例祭を執行している。これらの神璽のうち白頭山天池の神璽を最も重要なものとしている。

また、現在でも毎年、石城山上でユダヤ人の陰謀による日本への攻撃に対する霊的国防のための夜間修法を集団で行っている。戦前は国家の非常時にも臨時に夜間修法を行ったが、戦後には臨時夜間修法は行われていないようである。
この考えは太平洋戦争中は「武力戦を軽視する害悪思想」として当局から警戒された。 

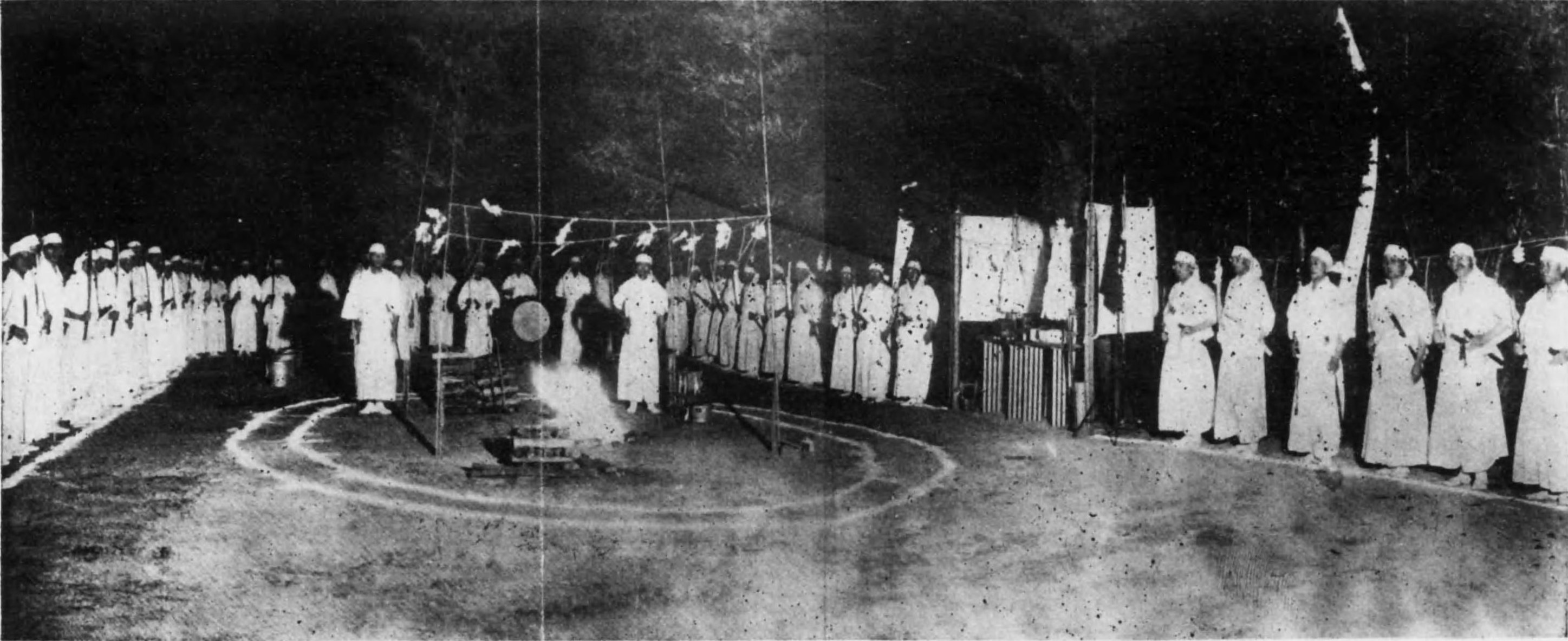
石城山上に於ける戰時夜間大修法（1942年）

## 太古神法
友清によると「太古神法とは、神事の根元をなすもので、天孫降臨以来、皇室で伝承されていたが、倭姫命以降、代々の斎宮 に口伝で相伝されてきた秘事」だという。
友清は、京都の堀天龍斎から1927年（昭和2年）に相伝を受けたとされ、この太古神法を伝承していることが、天行居の霊的権威の最大の裏付けとしている。
友清以後は、天行居の宗主と幹事長が太古神法の全伝を伝承し、一般道士は太古神法の関連秘事（この部分も太古神法と称しているが、厳密には太古神法ではないと友清は記している）の一部の相伝のみ許されている。

## その他
大本信者であった友清は、「大正十年頃、欧州大戦に引き続き、日本対世界の戦争が起き、さらに天災地変も同時に起こり、一人も助からない」など、社会不安や危機感をあおり立てた。